# Hoya
Hoya este un oraș din landul Saxonia Inferioară, Germania.